# پاناسونیک لومیکس دی‌ام‌سی-جی‌اف۳
پاناسونیک لومیکس دی‌ام‌سی-جی‌اف۳ (به انگلیسی: Panasonic Lumix DMC-GF3) یک دوربین عکاسی ساخت شرکت پاناسونیک است.